# Parc d'État d'Ohiopyle
Le parc d'État d'Ohiopyle (Ohiopyle State Park) est un parc d'État de la Pennsylvanie, dans le comté de Fayette, aux États-Unis.